# Girl.
「Girl.」（ガール）は、神山羊の楽曲。2作目のデジタル配信限定シングルとして2021年8月25日に各音楽配信サービスにてリリースされた。

## 概要
前作の配信シングル『Laundry』から約11ヶ月ぶりの配信リリースとなった。
今作には神山羊との共同プロデューサーとしてESME MORIが参加し、レコーディングには、ドラムはBOBO、エンジニアには奥田泰次が参加している。
8月4日から、楽曲の一部がTikTokで先行解禁されていた。

## 収録内容
| #         | タイトル  | 作詞・作曲・編曲 | 時間 |
| --------- | --------- | ---------------- | ---- |
| 1.        | 「Girl.」 | 神山羊           | 3:25 |
| 合計時間: | 合計時間: | 合計時間:        | 3:25 |